# Valea Mărului
Valea Mărului è un comune della Romania di 3 755 abitanti, ubicato nel distretto di Galați, nella regione storica della Moldavia.
Il comune è formato dall'unione di 2 villaggi: Mândrești e Valea Mărului.